# Klippabborre
Klippabborre (Ambloplites rupestris) är en rovfisk i familjen solabborrfiskar som härstammar från östra Nordamerika men inplanterats i många länder i Europa.

## Utseende
Klippabborren har en lång ryggfena med 11 taggar, medan den tydligt mindre analfenan har 6. De vuxna fiskarna har olivgrön rygg, silvrigt gröna sidor och vit buk. Längs sidorna ovanför sidolinjen har den 4 till 7 oregelbundna, gulaktiga fläckar. Varje fjäll har en mörk markering, som tillsammans formar 8 till 10 längsstrimmor. Ögat är rött. Ungfiskarna är mörkare än de vuxna, och med tydligare fläckar. Fisken har en kropp som är starkt ihoptryckt från sidorna, och en stor mun med lätt underbett. 
Arten kan bli 43 cm lång och väga 1,36 kg, men är vanligtvis betydligt mindre.

## Vanor
Fisken föredrar rena vattendrag och sjöar med kraftig växtlighet och gärna klippig botten. Den föredrar långsamma vattendrag framför mera strömmande. Arten lever i stim under vintern, men övergår till solitärt levnadssätt på våren när parningstiden närmar sig. Basfödan utgörs av vattenväxter, men den tar också små kräftor, småfisk, grodyngel. maskar och insekter. Förutom vattenväxter lever ungarna främst på djurplankton som små kräftdjur. Vissa populationer av ungfiskar kan ägna sig åt kannibalism och ta mindre artfränder.

### Fortplantning
Klippabborren blir könsmogen mellan 3 och 5 års ålder. Den leker på våren och försommaren när vattentemperaturen når över 10 °C, då hanen börjar bygga omkring 30 cm stora bon i grusbotten på knappt 2 meters djup. Honan och hanen simmar sida vid sida över boet, där honan lägger mellan 2 000 och 10 000 ägg som hanen befruktar och sedan vaktar. Äggen kläcks efter 1 till 3 veckor; efter den tiden stannar de nykläckta ungarna kvar över boet i flera dagar, under vilken tid de bevakas av fadern.

## Utbredning
Arten finns ursprungligen i den centrala delen av östra Nordamerika från södra Ontario, över de Stora sjöarna till Québec i Kanada, vidare söderöver längs Mississippifloden till Missouri, norra Georgia och norra Alabama i USA. Den har införts till många länder i Europa med början till Tyskland 1883. Arten är även införd till Mexiko.

## Ekonomisk betydelse
Klippabborren är en populär sportfisk, och i Nordamerika hålls stora tävlingar, ofta av stor betydelse för den lokala ekonomin.